# 方浩軒
方浩軒（英語：Willis Fong Ho-Hin），香港政治人物，動元十八成員，前元朗區議會十八鄉中選區議員。2019年香港區議會選舉撃敗鄉事派梁明堅當選。

## 背景
方浩軒自小在元朗區成長及就學，直至大學時入讀香港大學，主修政治與公共行政學。畢業後曾在香港大學校友事務部工作，同時修讀碩士。

## 從政

### 2019年區議會選舉
方浩軒參選源於2019年6月起反對逃犯條例修訂運動，認為政府及立法會無視市民訴求，例如早期政府以「暫緩修例」回應6月時一、二百萬人遊行示威撤回逃犯條例修訂的要求。同時得悉十八鄉中選區只有梁福元兒子梁明堅有意參選，因此2019年9月時決定參選。方浩軒認為十八鄉中近年越來越多新建的私人屋苑，他自己也是當區私人屋苑的居民，亦有不少區內村屋放租，以至本區人口結構出現變化，原居民不再是絕大多數，削減了鄉事派的優勢。其後更聯同參選十八鄉西選區的司徒博文，以及十八鄉北的劉晉宇，組成動元十八出選。
10月10日，方浩軒以動元十八身分向選舉事務處提交提名申請，參選元朗十八鄉中選區。 10月31日獲時任元朗民政專員、選舉主任袁嘉諾確認，成為該區1號候選人，與報稱獨立的周葉銘及時任區議員梁明堅角逐議席。結果方浩軒以4,013票，以近1,540票之差力壓主要對手梁明堅當選。
| 政党   | 政党             | 候选人    | 票数  | %     | ±      |
| ------ | ---------------- | --------- | ----- | ----- | ------ |
|        | 動元十八         | ①. 方浩軒 | 4,013 | 60.57 | 不適用 |
|        | 獨立             | ②. 周葉銘 | 139   | 2.10  | 不適用 |
|        | 城鄉居民共和協會 | ③. 梁明堅 | 2,473 | 37.33 | 不適用 |
| 多数票 | 多数票           | 多数票    | 1,540 | 23.25 | 不適用 |

### 元朗區議員（2020-2023）
2020年1月1日，方浩軒上任成為元朗區議會十八鄉中區議員，期間擔任文、藝、康、體、福利、教育及治安委員會主席，兼任區議會內多個委員會及工作小組成員。
2021年7月9日，方浩軒在其Facebook專頁宣佈已辭任區議員，辦事處亦在同日起停止運作。